# Europiella lattini
Europiella lattini är en insektsart som beskrevs av Schuh 2004. Europiella lattini ingår i släktet Europiella och familjen ängsskinnbaggar. Inga underarter finns listade i Catalogue of Life.